# The Piper at the Gates of Dawn
The Piper at the Gates of Dawn — дебютный студийный альбом группы Pink Floyd, выпущенный в 1967 году и единственный, записанный под руководством Сида Барретта, который был основным автором песен и творческим лидером группы в тот период. По общему признанию, альбом оказал огромное влияние на становление и развитие психоделического рока.
Пластинка содержит причудливую лирику о космосе, чучелах, гномах, велосипедах и сказках, сочетающуюся с психоделичными инструментальными пассажами. Альбом записан на студии Эбби-Роуд в Лондоне. Во время записи пластинки участники группы экспериментировали со студийным оборудованием, использовали большое число инструментов из обширной коллекции Эбби-Роуд, а также применяли записи звуковых эффектов и природных шумов из студийной фонотеки; на одной из сессий им разрешили поприсутствовать на записи группы The Beatles, которая в соседней студии работала над песней «Lovely Rita» (в процессе создания альбома Sgt. Pepper's Lonely Hearts Club Band).

## Название
Альбом получил своё название, которое часто переводится на русский как «Волынщик у ворот зари», от названия 7-й главы сказочной повести «Ветер в ивах» шотландского писателя Кеннета Грэма, любимой книги основателя группы Сида Барретта (в переводе Ирины Токмаковой — «Свирель у порога зари»).
В этой книге «the piper» — это Пан, играющий на свирели; герои Рэт и Крот в поисках малыша Портли испытали спиритический опыт:
— Вот это место, о котором рассказывала музыка, — прошептал дядюшка Рэт.
— Здесь, здесь мы его встретим, того, который играл на свирели.
Оригинальный текст (англ.)"This is the place of my song-dream, the place the music played to me," whispered the Rat, as if in a trance. «Here, in this holy place, here if anywhere, surely we shall find Him!»

## История альбома

### Запись

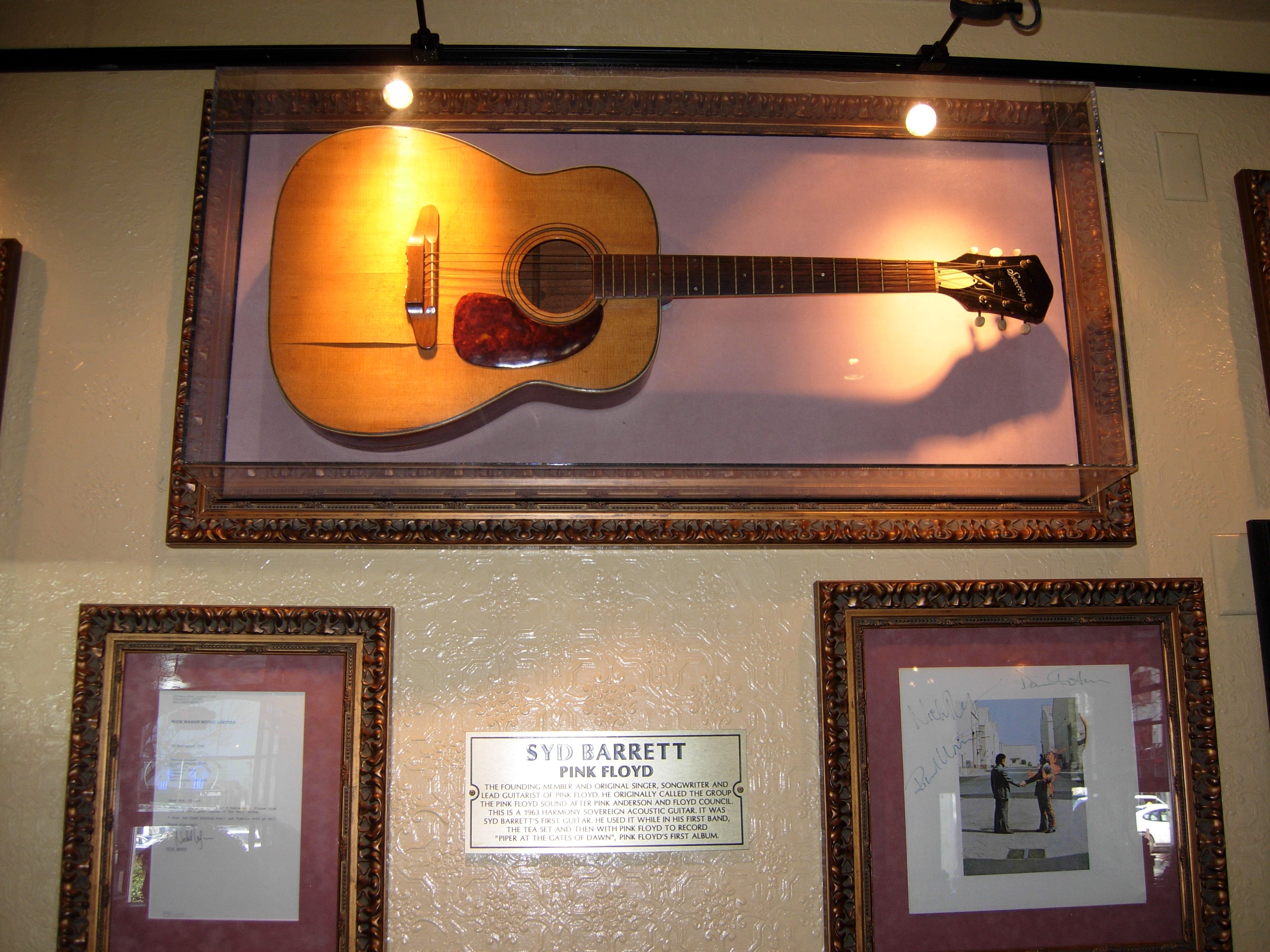
Harmony Sovereign 1963 года — гитара Сида Барретта, которую он использовал при записи The Piper at the Gates of Dawn

В январе 1967 года, до начала записи дебютного альбома (The Piper at the Gates of Dawn) начинающая группа Pink Floyd записывает свой первый сингл под названием «Arnold Layne», который вышел в марте того же года (на второй стороне сингла была помещена композиция «Candy and a Currant Bun»). «Arnold Layne» — это песня, повествующая о трансвестите, которая была написана основателем группы Сидом Барреттом и основана на реальной личности — постояльце в доме матери Сида. Песня не вошла в первый альбом группы, однако вопреки протестам критиков сингл занял двадцатую позицию в хит-параде Великобритании. Также в январе группа записала 16-минутную версию психоделической композиции «Interstellar Overdrive», которая позже выйдет на французском издании альбома (британское и американское издания содержат более короткую версию этой композиции), и другое инструментальное произведение под названием «Nick's Boogie», которое не вошло в окончательную версию альбома.
Запись самого альбома началась 21 февраля 1967 года в третьей студии Abbey Road, где в это время группа The Beatles записывала свой знаменитый альбом Sgt. Pepper's Lonely Hearts Club Band, а группа The Pretty Things записывала альбом S.F. Sorrow (первую рок-оперу). Продюсером альбома стал Норман Смит, известный своей работой с The Beatles.
В апреле Pink Floyd записывает две песни: «Percy the Rat Catcher» (позже переименованная в «Lucifer Sam») и не вошедшую в альбом песню «She Was a Millionaire». В какой-то момент, во время записи альбома группа посетила студию два, где в то время The Beatles записывали очередной сет песни «Lovely Rita». В своей книге «Вдоль и поперёк: Личная история Pink Floyd» Ник Мэйсон называет период записи альбома гладким и действенным.
Смит, работая с группой, пытался потакать всем участникам; он позже назвал эти сессии «острыми, как нож». В отличие от остальных композиций альбома, песни «The Gnome» и «The Scarecrow» были записаны с первого сета. Бо́льшая часть альбома была написана Сидом Барреттом, так, к примеру, слова песни «Bike» были написаны в конце 1966 года. Сама «Bike» была записана 21 мая 1967 года и изначально называлась «Bike Song». Последним днём записи альбома было 5 мая 1967, а композиция «Pow R. Toc H.» стала последней, включённой в альбом.

### Релиз
В оригинале британская версия альбома вышла в моно-версии 4 августа 1967 года, а стерео-версия была выпущена через месяц. Альбом достиг шестой строчки хит-парадов Британии.
В США выпуском альбома занимался лейбл Tower Records, который выпустил альбом только в октябре 1967. Американский релиз обладал более упрощённой структурой, нежели британский, и был переименован в «Pink Floyd». Некоторые композиции в альбоме были заменены на сингл «See Emily Play», который уже добился успеха в Великобритании.

## Отзывы и критика
Шедевр психоделического рока составили по-детски игривые «кислотные» гимны о причудливых космических пространствах, гномах, велосипедах, «комнатах, полных мелодий» и даже об одном коте. Нашпигованные звуковыми эффектами причудливые поп-песни соседствуют с выходами за пределы пространства-времени вроде 10-минутной «Interstellar Overdrive» [...]. На пару с «Сержантом Пеппером» этот феерический альбом показал возможности поп-музыки в качестве формы искусства.
Альбом был воспринят критиками крайне положительно, а спустя годы неоднократно назывался одним из ярких примеров альбомов психоделического рока 1960-х годов. В 1967 году музыкальные издания Record Mirror и NME дали альбому оценку в четыре звезды из возможных пяти. Record Mirror прокомментировало это так:
Психоделический имидж группы наконец в полной мере реализуется на этом LP, которое стало прекрасным показателем таланта группы и профессиональности записи. Изобилие мозговыносящей музыки.
Оригинальный текст (англ.)the psychedelic image of the group really comes to life on this LP, which is a fine showcase for both their talent and the recording technique. Plenty of mindblowing sound…
Cash Box назвало альбом «изумительной коллекцией драйвовых, новаторских рок-экспериментов». Высоко оценивали альбом и его композиции Пол Маккартни и бывший продюсер Pink Floyd Джо Бойд. В последующие годы альбом всё более утверждался у критиков. В 1999 году журнал Rolling Stone оценили альбом в 4,5 балла из 5, назвав его «золотым достижением Сида Барретта». Журнал Q назвал альбом «необходимым» и включил его в свой список ста лучших психоделических альбомов всех времён. Также альбом занял сороковое место из пятидесяти в рейтинге журнала Mojo «50 самых запредельных альбомов всех времён». В 2000 году журнал Q поместил альбом на 55-ю строчку списка «ста лучших британских альбомов». В 2003 году журнал Rolling Stone поместил данное творение группы на 347-е место своего списка «500 величайших альбомов всех времён».

## Обложка
Фото и дизайн обложки сделал фотограф Вик Сайн, а задняя часть обложки оформлена рисунком Сида Барретта. На передней части обложки изображены все четыре участника группы, сфотографированные с помощью призматической линзы, которую дал Вику Джордж Харрисон за пару недель до съёмок.
В день съёмок группа прибыла с самого утра и её участники обсуждали и выбирали подходящую одежду из того, что они принесли. И только спустя несколько часов началась фотосессия.

В общем, мы провели прекрасный, позитивный день, снимая отличные картинки и болтая о значении музыки. Мир и Любовь — вот какое было послание, и все мы возвращались по домам счастливые. Через пару дней The Pink Floyd получили готовые фотографии, позже я слышал, что группе они понравились, а Сид оформил заднюю сторону конверта.
— Вик Сайн

## Переиздания
LP был выпущен 4 августа 1967 в монофонической версии и месяц спустя в стереофонической. Он достиг 6-й позиции в британских чартах, американская версия достигла 131-го места в чартах США. Композиция See Emily Play заменила песни Astronomy Domine, Flaming и Bike на оригинальном американском виниловом издании.
В 1973 году компанией Harvest Records был выпущен бокс-сет названный «A Nice Pair», состоящий из объединения первых двух альбомов группы. «The Piper at the Gates of Dawn» был объединён с «A Saucerful of Secrets» в одну коробку с изменённым оформлением. В американской версии компиляции оригинальная четырёхминутная версия песни Astronomy Domine заменена на восьмиминутную концертную запись с альбома «Ummagumma».
Стерео версия на CD выпущена впервые в 1987 году, при переиздании обе версии совпадали.
В 2007 вышло специальное трёхдисковое издание Piper: на первый диск вошла моно-версия альбома, на второй — стерео-версия альбома, на третий — композиции, записанные на Abbey Road, не вошедшие в альбом.

## Список композиций

### Британское издание
| №                   | Название                                                          | Автор(ы)                      | Ведущий вокал       | Длительность |
| ------------------- | ----------------------------------------------------------------- | ----------------------------- | ------------------- | ------------ |
| 1.                  | «Astronomy Domine» (Астрономия господня)                          | Барретт                       | Барретт, Райт       | 4:12         |
| 2.                  | «Lucifer Sam» (Люцифер Сэм)                                       | Барретт                       | Барретт             | 3:07         |
| 3.                  | «Matilda Mother» (Мать Матильда)                                  | Барретт                       | Барретт, Райт       | 3:08         |
| 4.                  | «Flaming» (Пылающий)                                              | Барретт                       | Барретт             | 2:46         |
| 5.                  | «Pow R. Toc H.»                                                   | Барретт, Уотерс, Райт, Мейсон | Барретт, Уотерс     | 4:26         |
| 6.                  | «Take Up Thy Stethoscope and Walk» (Подбери свой стетоскоп и иди) | Уотерс                        | Уотерс              | 3:05         |
| Общая длительность: | Общая длительность:                                               | Общая длительность:           | Общая длительность: | 20:44        |

| №                   | Название                                          | Автор(ы)                      | Ведущий вокал       | Длительность |
| ------------------- | ------------------------------------------------- | ----------------------------- | ------------------- | ------------ |
| 7.                  | «Interstellar Overdrive» (Межзвёздная перегрузка) | Барретт, Уотерс, Райт, Мейсон |                     | 9:41         |
| 8.                  | «The Gnome» (Гном)                                | Барретт                       | Барретт             | 2:13         |
| 9.                  | «Chapter 24» (Глава 24)                           | Барретт                       | Барретт             | 3:42         |
| 10.                 | «The Scarecrow» (Пугало)                          | Барретт                       | Барретт             | 2:11         |
| 11.                 | «Bike» (Велосипед)                                | Барретт                       | Барретт             | 3:21         |
| Общая длительность: | Общая длительность:                               | Общая длительность:           | Общая длительность: | 21:08        |

### Американское издание
| №                   | Название                                                          | Автор(ы)                      | Ведущий вокал       | Длительность |
| ------------------- | ----------------------------------------------------------------- | ----------------------------- | ------------------- | ------------ |
| 1.                  | «See Emily Play» (Смотри, как играет Эмили)                       | Барретт                       | Барретт, Райт       | 4:12         |
| 2.                  | «Pow R. Toc H.»                                                   | Барретт, Уотерс, Райт, Мейсон | Барретт, Уотерс     | 4:26         |
| 3.                  | «Take Up Thy Stethoscope and Walk» (Подбери свой стетоскоп и иди) | Уотерс                        | Уотерс              | 3:05         |
| 4.                  | «Lucifer Sam» (Люцифер Сэм)                                       | Барретт                       | Барретт             | 3:07         |
| 5.                  | «Matilda Mother» (Мать Матильда)                                  | Барретт                       | Барретт, Райт       | 3:08         |
| Общая длительность: | Общая длительность:                                               | Общая длительность:           | Общая длительность: | 16:39        |

| №                   | Название                                          | Автор(ы)                      | Ведущий вокал       | Длительность |
| ------------------- | ------------------------------------------------- | ----------------------------- | ------------------- | ------------ |
| 6.                  | «The Scarecrow» (Пугало)                          | Барретт                       | Барретт             | 2:11         |
| 7.                  | «The Gnome» (Гном)                                | Барретт                       | Барретт             | 2:13         |
| 8.                  | «Chapter 24» (Глава 24)                           | Барретт                       | Барретт             | 3:42         |
| 9.                  | «Interstellar Overdrive» (Космическая перегрузка) | Барретт, Уотерс, Райт, Мейсон |                     | 9:41         |
| Общая длительность: | Общая длительность:                               | Общая длительность:           | Общая длительность: | 17:47        |

### 40th anniversary edition
| №   | Название                                  | Длительность |
| --- | ----------------------------------------- | ------------ |
| 1.  | «Astronomy Domine (Mono)»                 | 4:17         |
| 2.  | «Lucifer Sam (Mono)»                      | 3:09         |
| 3.  | «Matilda Mother (Mono)»                   | 3:05         |
| 4.  | «Flaming (Mono)»                          | 2:46         |
| 5.  | «Pow R. Toc H. (Mono)»                    | 4:24         |
| 6.  | «Take Up Thy Stethoscope and Walk (Mono)» | 3:07         |
| 7.  | «Interstellar Overdrive (Mono)»           | 9:41         |
| 8.  | «The Gnome (Mono)»                        | 2:14         |
| 9.  | «Chapter 24 (Mono)»                       | 3:53         |
| 10. | «The Scarecrow (Mono)»                    | 2:10         |
| 11. | «Bike (Mono)»                             | 3:27         |

| №   | Название                                    | Длительность |
| --- | ------------------------------------------- | ------------ |
| 1.  | «Astronomy Domine (Stereo)»                 | 4:14         |
| 2.  | «Lucifer Sam (Stereo)»                      | 3:07         |
| 3.  | «Matilda Mother (Stereo)»                   | 3:08         |
| 4.  | «Flaming (Stereo)»                          | 2:46         |
| 5.  | «Pow R. Toc H. (Stereo)»                    | 4:26         |
| 6.  | «Take Up Thy Stethoscope and Walk (Stereo)» | 3:06         |
| 7.  | «Interstellar Overdrive (Stereo)»           | 9:40         |
| 8.  | «The Gnome (Stereo)»                        | 2:13         |
| 9.  | «Chapter 24 (Stereo)»                       | 3:42         |
| 10. | «The Scarecrow (Stereo)»                    | 2:11         |
| 11. | «Bike (Stereo)»                             | 3:24         |

| №  | Название                                        | Длительность |
| -- | ----------------------------------------------- | ------------ |
| 1. | «Arnold Layne»                                  | 2:57         |
| 2. | «Candy and a Currant Bun»                       | 2:45         |
| 3. | «See Emily Play»                                | 2:54         |
| 4. | «Apples and Oranges»                            | 3:05         |
| 5. | «Paintbox»                                      | 3:45         |
| 6. | «Interstellar Overdrive (Take 2) (French Edit)» | 5:15         |
| 7. | «Apples and Oranges (Stereo Version)»           | 3:11         |
| 8. | «Matilda Mother (Alternative Version)»          | 3:09         |
| 9. | «Interstellar Overdrive (Take 6)»               | 5:03         |

## Участники записи
- Сид Баррет — вокал, гитара
- Роджер Уотерс — бас-гитара, вокал
- Ричард Райт — клавишные, орган, вокал[комм 7]
- Ник Мейсон — ударные

## Хит-парады
| Год  | Хит-парад                | Позиция |
| ---- | ------------------------ | ------- |
| 1967 | Альбомы в Великобритании | 6       |
| 1967 | Billboard Pop Albums     | 131     |
| 2007 | Альбомы в США            | 22      |